# Робер де Сабле
Робер IV, сеньйор де Сабле́ (фр. Robert de Sablé, ? — 28 вересня 1193) — великий магістр ордена тамплієрів з 1191 року до 28 вересня 1193 року. Вправний полководець та політичний діяч. 

## Біографія
Після смерті Жерара де Рідфора орден Храму був настільки ослаблений, що місце магістра залишалося вільним упродовж вісімнадцяти місяців. З прибуттям учасників нового хрестового походу лицарі обрали магістром Робера де Сабле, лицаря ордена, який командував англійськими кораблями в поході. Кар'єру в ордені йому заміняла його відвага та військова слава. Найгордіші із знаті та найхоробріші з європейських лицарів, прибувши в Палестину, виявили палке бажання битися під прапорами ордена тамплієрів. Великий магістр дозволив багатьом світським лицарям встати у ряди воїнів-ченців та навіть носити червоний хрест на грудях під час битви. Він приніс обітницю тамплієра під час свого перебування під стінами Акри, можливо до постригу він уже був орденським побратимом. 
Робер де Сабле вперше згадується як адмірал англійського флоту на півдні Італії, в Мессіні, куди з Везле, першого місця збору, прибули англійські хрестоносці, розпрощавшись з французькими. Сеньйор Сабле та герцог Бургундії були посередниками у конфлікті між Річардом I і Танкредом Сицилійським із приводу приданого королеви, сестри государя Англії, яка вдовувала. Англійський та французький королі, Річард I і Філіп II Август, глибока ворожнеча яких уже загострилася, провели зиму на Сицилії. Наприкінці березня 1191 року Філіп II взяв курс на Акру, до якої підійшов після трьох тижнів морського шляху 20 квітня. Флот Річарда, який відплив з гавані Мессіни 10 квітня, затримався в дорозі, щоб захопити острів Кіпр, який потім був проданий ордену Храму. Гроші, отримані від Дому, дозволили Річарду зробити жест гордовитої щедрості після прибуття до Святої Землі (7 червня 1191 року). 
Після одного з найлютіших штурмів міста, гарнізон Акри оголосив про капітуляцію та Салах ад-Дін був змушений почати переговори про здачу міста: він обіцяв виплатити 200 тисяч динар
ів, звільнити 2500 бранців та повернути християнам захоплений при Хаттіні Животворний Хрест. Акра впала 12 липня 1191  року. Здача здійснилася в наметі магістра ордена Храму в присутності обох королів та всіх вождів хрестового походу. Акра була передана у володіння Гі де Лузіньяну. 
27 і 28 липня в Акрі відбулися збори королівства, на яких розглядався конфлікт між королем Гі де Лузіньяном та Конрадом Монферратським. Зійшлися на компромісі: Гі визнавався довічним королем; Конрад ставав його спадкоємцем та брав до лену Тір, Сідон та Бейрут. Яффа, якою володів Гі перед своїм сходженням на престол, після його смерті переходила до найближчого родича короля, його брата Жоффруа. Щоб уникнути будь-яких подальших претензій, постановили: якщо Конрад та Ізабелла помруть без спадкоємця, королівство відійде до Річарда I Плантагенета. Одразу після зборів Філіп II Август покинув Акру, залишивши в Сирії Гуго III, герцога Бургундії, який командував сильною французькою армією (650 лицарів, 1300 зброєносців). 
Приховані розбрати, які спалахували з будь-якого приводу між французьким та англійським королями, ставили тамплієрів у скрутне становище. Орден володів величезними статками у обох країнах, та й новий магістр був особистим другом короля. Тож, коли обидва королі стикалися в Палестині, Роберу де Сабле доводилося проявляти надзвичайне почуття такту. Він керував тамплієрами упродовж усієї кампанії, під його керівництвом їхні дії були бездоганними. Він також зміг скоординувати спільні дії з орденом госпітальєрів. Після серії смертей прибічників, оголосив асасинів своїми найлютішими ворогами та намагався об'єднатися із сарацинами в боротьбі проти їхнього братства. Робер де Сабле брав участь у всіх битвах, у тому числі в битві при Арсуфі і в знятті облоги з Яффи, де він зі своїми тамплієрами дуже хоробро бився. Робер де Сабле помер 28 вересня 1193 року.

## У популярній культурі
Робер де Сабле є одним з головних антагоністів гри Assassin's Creed.